# Weismanniola agdistiformis
Weismanniola agdistiformis is een vlinder uit de familie wespvlinders (Sesiidae), onderfamilie Sesiinae.
Weismanniola agdistiformis is voor het eerst wetenschappelijk beschreven door Staudinger in 1866. De soort komt voor in het Palearctisch gebied.